# Pferdingsleben
Pferdingsleben est une commune allemande de l'arrondissement de Gotha en Thuringe, faisant partie de la communauté d'administration Nesseaue.

## Géographie

Situation de la commune (en rouge) dans l'arrondissement de Gotha

Pferdingsleben est située dans l'est de l'arrondissement, sur le cours supérieur de la Nesse, à 12 km à l'est de Gotha, le chef-lieu de l'arrondissement.
Nottleben appartient à la communauté d'administration Nesseaue (Verwaltungsgemeinschaft Nesseaue).
Communes limitrophes (en commençant par le nord et dans le sens des aiguilles d'une montre) : Tröchtelborn, Nottleben, Drei Gleichen, Tüttleben et Friemar.

## Histoire
La première mention du village date de 786 sous le nom de Pertikeslebo.
Pferdingsleben a fait partie du duché de Saxe-Cobourg-Gotha (cercle de Gotha).
En 1922, après la création du land de Thuringe, Pferdingsleben est intégrée au nouvel arrondissement de Gotha avant de rejoindre le district d'Erfurt en 1949 pendant la période de la République démocratique allemande jusqu'en 1990.

## Démographie
| 1910 | 1933 | 1939 | 1995 | 2000 | 2005 | 2010 |
| ---- | ---- | ---- | ---- | ---- | ---- | ---- |
| 399  | 441  | 459  | 419  | 432  | 416  | 412  |

## Communications
La route K4 rejoint à l'ouest Friemar et Gotha et au sud la nationale B7 Gotha-Erfurt tandis que la K18 se dirige à l'est vers Nottleben.